# Seznam švicarskih geologov
Seznam švicarskih geologov.

## A
- Louis Agassiz (1807 – 1873)
- Émile Argand (1879 – 1940)

## D
- Jean-André Deluc (1727 – 1817)

## F
- Alphonse Favre (1815 – 1890)
- François-Alphonse Forel (1841 – 1912)

## H
- Oswald Heer (1809 – 1883)
- Albert Heim (1849 – 1937)
- Arnold Heim (1882 – 1965)
- Lukas Hottinger (1933 – 2011)
- François Huber (1750 – 1831)
- Franz Joseph Hugi (1791 – 1855)

## M
- Adolphe Morlot (1820 – 1867)

## R
- Eugene Renevier (1831 – 1906)

## S
- Horace Bénédict de Saussure (1740 – 1799)
- Rudolf Staub (1890 – 1961)